# Edmund Blair Leighton
Edmund Blair Leighton (Londres, 21 de septiembre de 1853 — ídem, 1 de septiembre de 1922) fue un pintor británico asociado al romanticismo y la hermandad prerrafaelita.

## Biografía
Edmund Blair Leighton nació en Londres el 21 de septiembre de 1853. Su padre era el pintor de retratos Charles Blair Leighton, quien exhibió en la Royal Academy entre 1843 y 1854. Estudió en la University College School, antes de entrar a la Royal Academy. Contrajo matrimonio con Katherine Nash en 1885 y tuvieron un hijo y una hija. Tuvo una exhibición anual en la Royal Academy entre 1878 y 1920. El artista murió en Londres el 1 de septiembre de 1922 y el Bristol City Museum y la Leeds City Art Gallery tienen ejemplos de sus obras en sus colecciones.

## Obra
Leighton comenzó a pintar cuando tenía 21 años y se formó en la Royal Academy School, expuso por primera vez allí en 1878. Era un hábil dibujante retratista y era considerado un pintor excelso y perfeccionista con resultados casi fotográficos.
Sus obras eran de temas históricos o principalmente de temas románticos muy expresivos y con hiper realismo. Representaba a menudo a hombres (en segundo plano) y mujeres de la nobleza cuyo prototipos eran símiles a los rasgos griegos como patrón recurrente, teniendo como personajes principales a damas elegantes de delicados rasgos faciales e intensa expresión de femineidad posicionadas en paisajes o interiores medievales o en la época victoriana o de la Regencia.
Christopher Wood escribió que su obra "tiene un encanto similar a las de James Tissot". Ciertamente, el público admiraba mucho su trabajo y se deleitaba en sus pinturas románticas de una época pasada idealizada. Sus trabajos fueron firmados a menudo "E.B.L."
|                                   |
| GodSpeed! (¡Buena suerte!; 1900). |

|                                        |
| "The Accolade" (La investidura; 1901). |

|                                                                               |
| "On the Threshold (of a proposal)" (En el umbral (de una proposición); 1900). |

|                                                          |
| "Stitching the Standard" (Bordando el estandarte; 1911). |

|                                                      |
| My Next-Door Neighbour (Mi vecina de al lado); 1894. |

|                          |
| Una húmeda mañana; 1896. |